# North Brookfield (Massachusetts)
North Brookfield es un municipio (en inglés, town) ubicado en el condado de Worcester, Massachusetts, Estados Unidos. Según el censo de 2020, tiene una población de 4735 habitantes.

## Geografía
El municipio está ubicado en las coordenadas 42°16′3″N 72°4′1″O / 42.26750, -72.06694. Según la Oficina del Censo de los Estados Unidos, tiene una superficie total de 56.9 km², de la cual 55.1 km² son tierra y 1.8 km² son agua.

## Demografía
Según el censo de 2020, hay 4735 personas residiendo en la zona. La densidad de población es de 86 hab./km². El 91.53% de los habitantes son blancos, el 0.68% son afroamericanos, el 0.34% son amerindios, el 0.63% son asiáticos, el 1.16% son de otras razas y el 5.66% son de una mezcla de razas. Del total de la población, el 4.12% son hispanos o latinos de cualquier raza.

## Gobierno
El municipio está gobernado por una junta de tres miembros (Board of Selectmen).